# Rezerwat przyrody Kozigarb
Rezerwat przyrody Kozigarb – rezerwat przyrody nieożywionej położony na terenie miejscowości Bachórzec i Słonne, w gminie Dubiecko, w powiecie przemyskim (województwo podkarpackie).
Obszar chroniony utworzony został w 2012 r. w celu zachowania i ochrony góry meandrowej z bogatą mikrorzeźbą terenu wraz z porastającym ją drzewostanem. Plany utworzenia rezerwatu sięgają 1988 r., kiedy powstała dokumentacja wstępna projektowanego wówczas rezerwatu. Rezerwat położony jest w granicach Parku Krajobrazowego Pogórza Przemyskiego oraz obszaru Natura 2000 – ostoi ptasiej „Pogórze Przemyskie”.
Rezerwat obejmuje 33,31 ha (akt powołujący podawał 33,3 ha) lasu położonego na północnych stokach zalesionego szczytu Kozigarb (321 m n.p.m.). Strome zbocze góry urozmaicają niewielkie potoki i wychodnie skał fliszu karpackiego. Las tworzy tu dwa chronione siedliska przyrodnicze: żyzną buczynę karpacką oraz rzadką na Pogórzu Przemyskim kwaśną buczynę górską.
Teren rezerwatu Kozigarb został udostępniony do zwiedzania. Przez teren rezerwatu prowadzi szlak „Trzy ścieżki tożsamości” utworzony przez Towarzystwo Przyjaciół Ziemi Dubieckiej.
Rezerwat nie posiada planu ochrony ani zadań ochronnych.